# Lista dos corredores do Tour de France de 2020
Este artigo mostra a lista dos corredores do Tour de France de 2020. Os 176 corredores estão repartidos em 22 equipas.

## Lista dos participantes
| Legenda                                                          | Legenda | Legenda                                 | Legenda                                                                                 |
| ---------------------------------------------------------------- | --- | --------------------------------------- | --------------------------------------------------------------------------------------- |
| Num                                                              | Jersey de saída vestida pelo corredor neste Tour de France                                                       | Pos                                     | Posição final na classificação geral                                                    |
| [[Imagem:\|20px\|class=noviewer\|Leader da classificação geral]] | Indica o vencedor da classificação geral                                                                         |                                         | Indica o vencedor da classificação por pontos                                           |
| [[Imagem:\|20px\|class=noviewer\|]]                              | Indica o vencedor da classificação da montanha                                                                   | Leader da classificação do melhor jovem | Indica o vencedor da classificação do melhor jovem                                      |
|                                                                  | Indica uma camisola de campeão nacional ou mundial, indica a sua especialidade                                   | #                                       | Indica a melhor equipa                                                                  |
| NP                                                               | Indica um corredor que não tomou a saída de uma etapa, indica o número da etapa onde se retirou                  | AB                                      | Indica um corredor que não terminou uma etapa, indica o número da etapa onde se retirou |
| HD                                                               | Indica um corredor que terminou uma etapa fora de tempo, indica o número de etapa                                | DSQ                                     | Indica um corredor que foi desqualificado da corrida, indica o número da etapa          |
| *                                                                | Indica um corredor válido para a classificação do melhor jovem (corredores nascidos depois de 1 de janeiro 1995) |                                         |                                                                                         |

| Ineos Grenadiers IGD | Ineos Grenadiers IGD       | Ineos Grenadiers IGD |
| -------------------- | -------------------------- | -------------------- |
| Num                  | Ciclista                   | Pos                  |
| 1                    | Egan Bernal (COL)          | NP-17                |
| 2                    | Andrey Amador (CRC)        | 77.                  |
| 3                    | Richard Carapaz (ECU)      | 13.                  |
| 4                    | Jonathan Castroviejo (ESP) | NP-19                |
| 5                    | Michał Kwiatkowski (POL)   | 30.                  |
| 6                    | Luke Rowe (GBR)            | 129.                 |
| 7                    | Pavel Sivakov (RUS)        | 87.                  |
| 8                    | Dylan van Baarle (NED)     | 59.                  |

| Jumbo-Visma TJV | Jumbo-Visma TJV               | Jumbo-Visma TJV |
| --------------- | ----------------------------- | --------------- |
| Num             | Ciclista                      | Pos             |
| 11              | Primož Roglič (SLO) (estrada) | 2.              |
| 12              | George Bennett (NZL)          | 34.             |
| 13              | Amund Grøndahl Jansen (NOR)   | 128.            |
| 14              | Tom Dumoulin (NED)            | 7.              |
| 15              | Robert Gesink (NED)           | 42.             |
| 16              | Sepp Kuss (USA)               | 15.             |
| 17              | Tony Martin (GER)             | 118.            |
| 18              | Wout van Aert (BEL) (CRI)     | 20.             |

| Bora-Hansgrohe BOH | Bora-Hansgrohe BOH          | Bora-Hansgrohe BOH |
| ------------------ | --------------------------- | ------------------ |
| Num                | Ciclista                    | Pos                |
| 21                 | Peter Sagan (SVK)           | 84.                |
| 22                 | Emanuel Buchmann (GER)      | 38.                |
| 23                 | Felix Großschartner (AUT)   | 63.                |
| 24                 | Lennard Kämna (GER)         | 33.                |
| 25                 | Gregor Mühlberger (AUT)     | DNF-11             |
| 26                 | Daniel Oss (ITA)            | 105.               |
| 27                 | Lukas Pöstlberger (AUT)     | DNF-19             |
| 28                 | Maximilian Schachmann (GER) | 57.                |

| AG2R La Mondiale ALM | AG2R La Mondiale ALM    | AG2R La Mondiale ALM |
| -------------------- | ----------------------- | -------------------- |
| Num                  | Ciclista                | Pos                  |
| 31                   | Romain Bardet (FRA)     | NP-14                |
| 32                   | Mikaël Cherel (FRA)     | 26.                  |
| 33                   | Benoît Cosnefroy (FRA)  | 116.                 |
| 34                   | Pierre Latour (FRA)     | DNF-14               |
| 35                   | Oliver Naesen (BEL)     | 61.                  |
| 36                   | Nans Peters (FRA)       | 65.                  |
| 37                   | Clément Venturini (FRA) | 104.                 |
| 38                   | Alexis Vuillermoz (FRA) | 35.                  |

| Deceuninck-Quick Step DQT | Deceuninck-Quick Step DQT            | Deceuninck-Quick Step DQT |
| ------------------------- | ------------------------------------ | ------------------------- |
| Num                       | Ciclista                             | Pos                       |
| 41                        | Julian Alaphilippe (FRA)             | 36.                       |
| 42                        | Kasper Asgreen (DEN) (estrada e CRI) | 114.                      |
| 43                        | Sam Bennett (IRL) (estrada)          | 138.                      |
| 44                        | Rémi Cavagna (FRA) (CRI)             | 113.                      |
| 45                        | Tim Declercq (BEL)                   | 127.                      |
| 46                        | Dries Devenyns (BEL)                 | 90.                       |
| 47                        | Bob Jungels (LUX) (CRI)              | 43.                       |
| 48                        | Michael Mørkøv (DEN)                 | 130.                      |

| Groupama-FDJ GFC | Groupama-FDJ GFC                      | Groupama-FDJ GFC |
| ---------------- | ------------------------------------- | ---------------- |
| Num              | Ciclista                              | Pos              |
| 51               | Thibaut Pinot (FRA)                   | 29.              |
| 52               | William Bonnet (FRA)                  | DNF-8            |
| 53               | David Gaudu (FRA)                     | DNF-16           |
| 54               | Stefan Küng (SUI) (CRI)               | NP-17            |
| 55               | Mathieu Ladagnous (FRA)               | 94.              |
| 56               | Valentin Madouas (FRA)                | 27.              |
| 57               | Rudy Molard (FRA)                     | 39.              |
| 58               | Sébastien Reichenbach (SUI) (estrada) | 24.              |

| Bahrain McLaren TBM | Bahrain McLaren TBM      | Bahrain McLaren TBM |
| ------------------- | ------------------------ | ------------------- |
| Num                 | Ciclista                 | Pos                 |
| 61                  | Mikel Landa (ESP)        | 4.                  |
| 62                  | Pello Bilbao (ESP) (CRI) | 16.                 |
| 63                  | Damiano Caruso (ITA)     | 10.                 |
| 64                  | Sonny Colbrelli (ITA)    | 93.                 |
| 65                  | Marco Haller (AUT)       | 143.                |
| 66                  | Matej Mohorič (SLO)      | 76.                 |
| 67                  | Wout Poels (NED)         | 110.                |
| 68                  | Rafa Valls (ESP)         | NP-2                |

| EF Pro Cycling EF1 | EF Pro Cycling EF1                 | EF Pro Cycling EF1 |
| ------------------ | ---------------------------------- | ------------------ |
| Num                | Ciclista                           | Pos                |
| 71                 | Rigoberto Urán (COL)               | 8.                 |
| 72                 | Alberto Bettiol (ITA)              | 62.                |
| 73                 | Hugh Carthy (GBR)                  | 37.                |
| 74                 | Sergio Higuita (COL) (estrada)     | DNF-15             |
| 75                 | Jens Keukeleire (BEL)              | 89.                |
| 76                 | Daniel Felipe Martínez (COL) (CRI) | 28.                |
| 77                 | Neilson Powless (USA)              | 56.                |
| 78                 | Tejay van Garderen (USA)           | 91.                |

| Arkéa-Samsic ARK | Arkéa-Samsic ARK     | Arkéa-Samsic ARK |
| ---------------- | -------------------- | ---------------- |
| Num              | Ciclista             | Pos              |
| 81               | Nairo Quintana (COL) | 17.              |
| 82               | Winner Anacona (COL) | 66.              |
| 83               | Warren Barguil (FRA) | 14.              |
| 84               | Kévin Ledanois (FRA) | 102.             |
| 85               | Dayer Quintana (COL) | 95.              |
| 86               | Diego Rosa (ITA)     | DNF-8            |
| 87               | Clément Russo (FRA)  | 133.             |
| 88               | Connor Swift (GBR)   | 106.             |

| Movistar Team MOV | Movistar Team MOV        | Movistar Team MOV |
| ----------------- | ------------------------ | ----------------- |
| Num               | Ciclista                 | Pos               |
| 91                | Alejandro Valverde (ESP) | 12.               |
| 92                | Dario Cataldo (ITA)      | 80.               |
| 93                | Imanol Erviti (ESP)      | 74.               |
| 94                | Enric Mas (ESP)          | 5.                |
| 95                | Nelson Oliveira (POR)    | 55.               |
| 96                | José Joaquín Rojas (ESP) | 70.               |
| 97                | Marc Soler (ESP)         | 21.               |
| 98                | Carlos Verona (ESP)      | 19.               |

| Trek-Segafredo TFS | Trek-Segafredo TFS            | Trek-Segafredo TFS |
| ------------------ | ----------------------------- | ------------------ |
| Num                | Ciclista                      | Pos                |
| 101                | Richie Porte (AUS)            | 3.                 |
| 102                | Niklas Eg (DEN)               | 51.                |
| 103                | Kenny Elissonde (FRA)         | 25.                |
| 104                | Bauke Mollema (NED)           | DNF-13             |
| 105                | Mads Pedersen (DEN) (estrada) | 124.               |
| 106                | Toms Skujiņš (LAT) (estrada)  | 81.                |
| 107                | Jasper Stuyven (BEL)          | 71.                |
| 108                | Edward Theuns (BEL)           | 119.               |

| CCC Team CCC | CCC Team CCC               | CCC Team CCC |
| ------------ | -------------------------- | ------------ |
| Num          | Ciclista                   | Pos          |
| 111          | Greg Van Avermaet (BEL)    | 50.          |
| 112          | Alessandro De Marchi (ITA) | 100.         |
| 113          | Simon Geschke (GER)        | 48.          |
| 114          | Jan Hirt (CZE)             | 67.          |
| 115          | Jonas Koch (GER)           | 125.         |
| 116          | Michael Schär (SUI)        | 69.          |
| 117          | Matteo Trentin (ITA)       | 79.          |
| 118          | Ilnur Zakarin (RUS)        | DNF-12       |

| Cofidis COF | Cofidis COF               | Cofidis COF |
| ----------- | ------------------------- | ----------- |
| Num         | Ciclista                  | Pos         |
| 121         | Guillaume Martin (FRA)    | 11.         |
| 122         | Simone Consonni (ITA)     | 112.        |
| 123         | Nicolas Edet (FRA)        | 49.         |
| 124         | Jesús Herrada (ESP)       | 44.         |
| 125         | Christophe Laporte (FRA)  | 107.        |
| 126         | Anthony Perez (FRA)       | DNF-3       |
| 127         | Pierre-Luc Périchon (FRA) | 86.         |
| 128         | Elia Viviani (ITA)        | 135.        |

| UAE Team Emirates UAD | UAE Team Emirates UAD      | UAE Team Emirates UAD |
| --------------------- | -------------------------- | --------------------- |
| Num                   | Ciclista                   | Pos                   |
| 131                   | Tadej Pogačar (SLO) (CRI)  | 1.                    |
| 132                   | Fabio Aru (ITA)            | DNF-9                 |
| 133                   | David de la Cruz (ESP)     | 72.                   |
| 134                   | Davide Formolo (ITA)       | NP-11                 |
| 135                   | Alexander Kristoff (NOR)   | 132.                  |
| 136                   | Vegard Stake Laengen (NOR) | 82.                   |
| 137                   | Marco Marcato (ITA)        | 111.                  |
| 138                   | Jan Polanc (SLO)           | 40.                   |

| Astana AST | Astana AST                            | Astana AST |
| ---------- | ------------------------------------- | ---------- |
| Num        | Ciclista                              | Pos        |
| 141        | Miguel Ángel López (COL)              | 6.         |
| 142        | Omar Fraile (ESP)                     | 60.        |
| 143        | Hugo Houle (CAN)                      | 47.        |
| 144        | Gorka Izagirre (ESP)                  | 22.        |
| 145        | Ion Izagirre (ESP)                    | DNF-11     |
| 146        | Alexey Lutsenko (KAZ) (estrada e CRI) | 46.        |
| 147        | Luis León Sánchez (ESP) (estrada)     | 32.        |
| 148        | Harold Tejada (COL)                   | 45.        |

| Lotto-Soudal LTS | Lotto-Soudal LTS       | Lotto-Soudal LTS |
| ---------------- | ---------------------- | ---------------- |
| Num              | Ciclista               | Pos              |
| 151              | Caleb Ewan (AUS)       | 144.             |
| 152              | Steff Cras (BEL)       | DNF-9            |
| 153              | Jasper De Buyst (BEL)  | 142.             |
| 154              | Thomas De Gendt (BEL)  | 52.              |
| 155              | John Degenkolb (GER)   | HD-1             |
| 156              | Frederik Frison (BEL)  | 145.             |
| 157              | Philippe Gilbert (BEL) | NP-2             |
| 158              | Roger Kluge (GER)      | 146.             |

| Mitchelton-Scott MTS | Mitchelton-Scott MTS          | Mitchelton-Scott MTS |
| -------------------- | ----------------------------- | -------------------- |
| Num                  | Ciclista                      | Pos                  |
| 161                  | Adam Yates (GBR)              | 9.                   |
| 162                  | Jack Bauer (NZL)              | 83.                  |
| 163                  | Sam Bewley (NZL)              | DNF-10               |
| 164                  | Esteban Chaves (COL)          | 23.                  |
| 165                  | Daryl Impey (RSA) (CRI)       | 97.                  |
| 166                  | Christopher Juul-Jensen (DEN) | 99.                  |
| 167                  | Luka Mezgec (SLO)             | 88.                  |
| 168                  | Mikel Nieve (ESP)             | DNF-17               |

| Israel Start-Up Nation ISN | Israel Start-Up Nation ISN  | Israel Start-Up Nation ISN |
| -------------------------- | --------------------------- | -------------------------- |
| Num                        | Ciclista                    | Pos                        |
| 171                        | Daniel Martin (IRL)         | 41.                        |
| 172                        | André Greipel (GER)         | DNF-18                     |
| 173                        | Ben Hermans (BEL)           | 68.                        |
| 174                        | Hugo Hofstetter (FRA)       | 115.                       |
| 175                        | Krists Neilands (LAT) (CRI) | 85.                        |
| 176                        | Guy Niv (ISR) (CRI)         | 139.                       |
| 177                        | Nils Politt (GER)           | 120.                       |
| 178                        | Tom Van Asbroeck (BEL)      | 98.                        |

| Total Direct Énergie TDE | Total Direct Énergie TDE | Total Direct Énergie TDE |
| ------------------------ | ------------------------ | ------------------------ |
| Num                      | Ciclista                 | Pos                      |
| 181                      | Niccolò Bonifazio (ITA)  | 141.                     |
| 182                      | Mathieu Burgaudeau (FRA) | 131.                     |
| 183                      | Lilian Calmejane (FRA)   | DNF-8                    |
| 184                      | Jérôme Cousin (FRA)      | HD-16                    |
| 185                      | Fabien Grellier (FRA)    | 117.                     |
| 186                      | Romain Sicard (FRA)      | 31.                      |
| 187                      | Geoffrey Soupe (FRA)     | 123.                     |
| 188                      | Anthony Turgis (FRA)     | 108.                     |

| NTT Pro Cycling NTT | NTT Pro Cycling NTT             | NTT Pro Cycling NTT |
| ------------------- | ------------------------------- | ------------------- |
| Num                 | Ciclista                        | Pos                 |
| 191                 | Giacomo Nizzolo (ITA) (estrada) | DNF-8               |
| 192                 | Edvald Boasson Hagen (NOR)      | 101.                |
| 193                 | Ryan Gibbons (RSA) (estrada)    | 121.                |
| 194                 | Michael Gogl (AUT)              | NP-19               |
| 195                 | Michael Valgren (DEN)           | 73.                 |
| 196                 | Roman Kreuziger (CZE)           | 109.                |
| 197                 | Domenico Pozzovivo (ITA)        | NP-10               |
| 198                 | Max Walscheid (GER)             | 134.                |

| Team Sunweb SUN | Team Sunweb SUN            | Team Sunweb SUN |
| --------------- | -------------------------- | --------------- |
| Num             | Ciclista                   | Pos             |
| 201             | Tiesj Benoot (BEL)         | 75.             |
| 202             | Nikias Arndt (GER)         | 126.            |
| 203             | Cees Bol (NED)             | 140.            |
| 204             | Marc Hirschi (SUI)         | 54.             |
| 205             | Søren Kragh Andersen (DEN) | 58.             |
| 206             | Joris Nieuwenhuis (NED)    | 103.            |
| 207             | Casper Pedersen (DEN)      | 92.             |
| 208             | Nicolas Roche (IRL)        | 64.             |

| B&B Hotels-Vital Concept p/b KTM BVC | B&B Hotels-Vital Concept p/b KTM BVC | B&B Hotels-Vital Concept p/b KTM BVC |
| ------------------------------------ | ------------------------------------ | ------------------------------------ |
| Num                                  | Ciclista                             | Pos                                  |
| 211                                  | Bryan Coquard (FRA)                  | 122.                                 |
| 212                                  | Cyril Barthe (FRA)                   | 96.                                  |
| 213                                  | Maxime Chevalier (FRA)               | 136.                                 |
| 214                                  | Jens Debusschere (BEL)               | HD-17                                |
| 215                                  | Cyril Gautier (FRA)                  | 78.                                  |
| 216                                  | Quentin Pacher (FRA)                 | 53.                                  |
| 217                                  | Kévin Réza (FRA)                     | 137.                                 |
| 218                                  | Pierre Rolland (FRA)                 | 18.                                  |

| Ineos Grenadiers IGD | Ineos Grenadiers IGD       | Ineos Grenadiers IGD |
| -------------------- | -------------------------- | -------------------- |
| Num                  | Ciclista                   | Pos                  |
| 1                    | Egan Bernal (COL)          | NP-17                |
| 2                    | Andrey Amador (CRC)        | 77.                  |
| 3                    | Richard Carapaz (ECU)      | 13.                  |
| 4                    | Jonathan Castroviejo (ESP) | NP-19                |
| 5                    | Michał Kwiatkowski (POL)   | 30.                  |
| 6                    | Luke Rowe (GBR)            | 129.                 |
| 7                    | Pavel Sivakov (RUS)        | 87.                  |
| 8                    | Dylan van Baarle (NED)     | 59.                  |

| Jumbo-Visma TJV | Jumbo-Visma TJV               | Jumbo-Visma TJV |
| --------------- | ----------------------------- | --------------- |
| Num             | Ciclista                      | Pos             |
| 11              | Primož Roglič (SLO) (estrada) | 2.              |
| 12              | George Bennett (NZL)          | 34.             |
| 13              | Amund Grøndahl Jansen (NOR)   | 128.            |
| 14              | Tom Dumoulin (NED)            | 7.              |
| 15              | Robert Gesink (NED)           | 42.             |
| 16              | Sepp Kuss (USA)               | 15.             |
| 17              | Tony Martin (GER)             | 118.            |
| 18              | Wout van Aert (BEL) (CRI)     | 20.             |

| Bora-Hansgrohe BOH | Bora-Hansgrohe BOH          | Bora-Hansgrohe BOH |
| ------------------ | --------------------------- | ------------------ |
| Num                | Ciclista                    | Pos                |
| 21                 | Peter Sagan (SVK)           | 84.                |
| 22                 | Emanuel Buchmann (GER)      | 38.                |
| 23                 | Felix Großschartner (AUT)   | 63.                |
| 24                 | Lennard Kämna (GER)         | 33.                |
| 25                 | Gregor Mühlberger (AUT)     | DNF-11             |
| 26                 | Daniel Oss (ITA)            | 105.               |
| 27                 | Lukas Pöstlberger (AUT)     | DNF-19             |
| 28                 | Maximilian Schachmann (GER) | 57.                |

| AG2R La Mondiale ALM | AG2R La Mondiale ALM    | AG2R La Mondiale ALM |
| -------------------- | ----------------------- | -------------------- |
| Num                  | Ciclista                | Pos                  |
| 31                   | Romain Bardet (FRA)     | NP-14                |
| 32                   | Mikaël Cherel (FRA)     | 26.                  |
| 33                   | Benoît Cosnefroy (FRA)  | 116.                 |
| 34                   | Pierre Latour (FRA)     | DNF-14               |
| 35                   | Oliver Naesen (BEL)     | 61.                  |
| 36                   | Nans Peters (FRA)       | 65.                  |
| 37                   | Clément Venturini (FRA) | 104.                 |
| 38                   | Alexis Vuillermoz (FRA) | 35.                  |

| Deceuninck-Quick Step DQT | Deceuninck-Quick Step DQT            | Deceuninck-Quick Step DQT |
| ------------------------- | ------------------------------------ | ------------------------- |
| Num                       | Ciclista                             | Pos                       |
| 41                        | Julian Alaphilippe (FRA)             | 36.                       |
| 42                        | Kasper Asgreen (DEN) (estrada e CRI) | 114.                      |
| 43                        | Sam Bennett (IRL) (estrada)          | 138.                      |
| 44                        | Rémi Cavagna (FRA) (CRI)             | 113.                      |
| 45                        | Tim Declercq (BEL)                   | 127.                      |
| 46                        | Dries Devenyns (BEL)                 | 90.                       |
| 47                        | Bob Jungels (LUX) (CRI)              | 43.                       |
| 48                        | Michael Mørkøv (DEN)                 | 130.                      |

| Groupama-FDJ GFC | Groupama-FDJ GFC                      | Groupama-FDJ GFC |
| ---------------- | ------------------------------------- | ---------------- |
| Num              | Ciclista                              | Pos              |
| 51               | Thibaut Pinot (FRA)                   | 29.              |
| 52               | William Bonnet (FRA)                  | DNF-8            |
| 53               | David Gaudu (FRA)                     | DNF-16           |
| 54               | Stefan Küng (SUI) (CRI)               | NP-17            |
| 55               | Mathieu Ladagnous (FRA)               | 94.              |
| 56               | Valentin Madouas (FRA)                | 27.              |
| 57               | Rudy Molard (FRA)                     | 39.              |
| 58               | Sébastien Reichenbach (SUI) (estrada) | 24.              |

| Bahrain McLaren TBM | Bahrain McLaren TBM      | Bahrain McLaren TBM |
| ------------------- | ------------------------ | ------------------- |
| Num                 | Ciclista                 | Pos                 |
| 61                  | Mikel Landa (ESP)        | 4.                  |
| 62                  | Pello Bilbao (ESP) (CRI) | 16.                 |
| 63                  | Damiano Caruso (ITA)     | 10.                 |
| 64                  | Sonny Colbrelli (ITA)    | 93.                 |
| 65                  | Marco Haller (AUT)       | 143.                |
| 66                  | Matej Mohorič (SLO)      | 76.                 |
| 67                  | Wout Poels (NED)         | 110.                |
| 68                  | Rafa Valls (ESP)         | NP-2                |

| EF Pro Cycling EF1 | EF Pro Cycling EF1                 | EF Pro Cycling EF1 |
| ------------------ | ---------------------------------- | ------------------ |
| Num                | Ciclista                           | Pos                |
| 71                 | Rigoberto Urán (COL)               | 8.                 |
| 72                 | Alberto Bettiol (ITA)              | 62.                |
| 73                 | Hugh Carthy (GBR)                  | 37.                |
| 74                 | Sergio Higuita (COL) (estrada)     | DNF-15             |
| 75                 | Jens Keukeleire (BEL)              | 89.                |
| 76                 | Daniel Felipe Martínez (COL) (CRI) | 28.                |
| 77                 | Neilson Powless (USA)              | 56.                |
| 78                 | Tejay van Garderen (USA)           | 91.                |

| Arkéa-Samsic ARK | Arkéa-Samsic ARK     | Arkéa-Samsic ARK |
| ---------------- | -------------------- | ---------------- |
| Num              | Ciclista             | Pos              |
| 81               | Nairo Quintana (COL) | 17.              |
| 82               | Winner Anacona (COL) | 66.              |
| 83               | Warren Barguil (FRA) | 14.              |
| 84               | Kévin Ledanois (FRA) | 102.             |
| 85               | Dayer Quintana (COL) | 95.              |
| 86               | Diego Rosa (ITA)     | DNF-8            |
| 87               | Clément Russo (FRA)  | 133.             |
| 88               | Connor Swift (GBR)   | 106.             |

| Movistar Team MOV | Movistar Team MOV        | Movistar Team MOV |
| ----------------- | ------------------------ | ----------------- |
| Num               | Ciclista                 | Pos               |
| 91                | Alejandro Valverde (ESP) | 12.               |
| 92                | Dario Cataldo (ITA)      | 80.               |
| 93                | Imanol Erviti (ESP)      | 74.               |
| 94                | Enric Mas (ESP)          | 5.                |
| 95                | Nelson Oliveira (POR)    | 55.               |
| 96                | José Joaquín Rojas (ESP) | 70.               |
| 97                | Marc Soler (ESP)         | 21.               |
| 98                | Carlos Verona (ESP)      | 19.               |

| Trek-Segafredo TFS | Trek-Segafredo TFS            | Trek-Segafredo TFS |
| ------------------ | ----------------------------- | ------------------ |
| Num                | Ciclista                      | Pos                |
| 101                | Richie Porte (AUS)            | 3.                 |
| 102                | Niklas Eg (DEN)               | 51.                |
| 103                | Kenny Elissonde (FRA)         | 25.                |
| 104                | Bauke Mollema (NED)           | DNF-13             |
| 105                | Mads Pedersen (DEN) (estrada) | 124.               |
| 106                | Toms Skujiņš (LAT) (estrada)  | 81.                |
| 107                | Jasper Stuyven (BEL)          | 71.                |
| 108                | Edward Theuns (BEL)           | 119.               |

| CCC Team CCC | CCC Team CCC               | CCC Team CCC |
| ------------ | -------------------------- | ------------ |
| Num          | Ciclista                   | Pos          |
| 111          | Greg Van Avermaet (BEL)    | 50.          |
| 112          | Alessandro De Marchi (ITA) | 100.         |
| 113          | Simon Geschke (GER)        | 48.          |
| 114          | Jan Hirt (CZE)             | 67.          |
| 115          | Jonas Koch (GER)           | 125.         |
| 116          | Michael Schär (SUI)        | 69.          |
| 117          | Matteo Trentin (ITA)       | 79.          |
| 118          | Ilnur Zakarin (RUS)        | DNF-12       |

| Cofidis COF | Cofidis COF               | Cofidis COF |
| ----------- | ------------------------- | ----------- |
| Num         | Ciclista                  | Pos         |
| 121         | Guillaume Martin (FRA)    | 11.         |
| 122         | Simone Consonni (ITA)     | 112.        |
| 123         | Nicolas Edet (FRA)        | 49.         |
| 124         | Jesús Herrada (ESP)       | 44.         |
| 125         | Christophe Laporte (FRA)  | 107.        |
| 126         | Anthony Perez (FRA)       | DNF-3       |
| 127         | Pierre-Luc Périchon (FRA) | 86.         |
| 128         | Elia Viviani (ITA)        | 135.        |

| UAE Team Emirates UAD | UAE Team Emirates UAD      | UAE Team Emirates UAD |
| --------------------- | -------------------------- | --------------------- |
| Num                   | Ciclista                   | Pos                   |
| 131                   | Tadej Pogačar (SLO) (CRI)  | 1.                    |
| 132                   | Fabio Aru (ITA)            | DNF-9                 |
| 133                   | David de la Cruz (ESP)     | 72.                   |
| 134                   | Davide Formolo (ITA)       | NP-11                 |
| 135                   | Alexander Kristoff (NOR)   | 132.                  |
| 136                   | Vegard Stake Laengen (NOR) | 82.                   |
| 137                   | Marco Marcato (ITA)        | 111.                  |
| 138                   | Jan Polanc (SLO)           | 40.                   |

| Astana AST | Astana AST                            | Astana AST |
| ---------- | ------------------------------------- | ---------- |
| Num        | Ciclista                              | Pos        |
| 141        | Miguel Ángel López (COL)              | 6.         |
| 142        | Omar Fraile (ESP)                     | 60.        |
| 143        | Hugo Houle (CAN)                      | 47.        |
| 144        | Gorka Izagirre (ESP)                  | 22.        |
| 145        | Ion Izagirre (ESP)                    | DNF-11     |
| 146        | Alexey Lutsenko (KAZ) (estrada e CRI) | 46.        |
| 147        | Luis León Sánchez (ESP) (estrada)     | 32.        |
| 148        | Harold Tejada (COL)                   | 45.        |

| Lotto-Soudal LTS | Lotto-Soudal LTS       | Lotto-Soudal LTS |
| ---------------- | ---------------------- | ---------------- |
| Num              | Ciclista               | Pos              |
| 151              | Caleb Ewan (AUS)       | 144.             |
| 152              | Steff Cras (BEL)       | DNF-9            |
| 153              | Jasper De Buyst (BEL)  | 142.             |
| 154              | Thomas De Gendt (BEL)  | 52.              |
| 155              | John Degenkolb (GER)   | HD-1             |
| 156              | Frederik Frison (BEL)  | 145.             |
| 157              | Philippe Gilbert (BEL) | NP-2             |
| 158              | Roger Kluge (GER)      | 146.             |

| Mitchelton-Scott MTS | Mitchelton-Scott MTS          | Mitchelton-Scott MTS |
| -------------------- | ----------------------------- | -------------------- |
| Num                  | Ciclista                      | Pos                  |
| 161                  | Adam Yates (GBR)              | 9.                   |
| 162                  | Jack Bauer (NZL)              | 83.                  |
| 163                  | Sam Bewley (NZL)              | DNF-10               |
| 164                  | Esteban Chaves (COL)          | 23.                  |
| 165                  | Daryl Impey (RSA) (CRI)       | 97.                  |
| 166                  | Christopher Juul-Jensen (DEN) | 99.                  |
| 167                  | Luka Mezgec (SLO)             | 88.                  |
| 168                  | Mikel Nieve (ESP)             | DNF-17               |

| Israel Start-Up Nation ISN | Israel Start-Up Nation ISN  | Israel Start-Up Nation ISN |
| -------------------------- | --------------------------- | -------------------------- |
| Num                        | Ciclista                    | Pos                        |
| 171                        | Daniel Martin (IRL)         | 41.                        |
| 172                        | André Greipel (GER)         | DNF-18                     |
| 173                        | Ben Hermans (BEL)           | 68.                        |
| 174                        | Hugo Hofstetter (FRA)       | 115.                       |
| 175                        | Krists Neilands (LAT) (CRI) | 85.                        |
| 176                        | Guy Niv (ISR) (CRI)         | 139.                       |
| 177                        | Nils Politt (GER)           | 120.                       |
| 178                        | Tom Van Asbroeck (BEL)      | 98.                        |

| Total Direct Énergie TDE | Total Direct Énergie TDE | Total Direct Énergie TDE |
| ------------------------ | ------------------------ | ------------------------ |
| Num                      | Ciclista                 | Pos                      |
| 181                      | Niccolò Bonifazio (ITA)  | 141.                     |
| 182                      | Mathieu Burgaudeau (FRA) | 131.                     |
| 183                      | Lilian Calmejane (FRA)   | DNF-8                    |
| 184                      | Jérôme Cousin (FRA)      | HD-16                    |
| 185                      | Fabien Grellier (FRA)    | 117.                     |
| 186                      | Romain Sicard (FRA)      | 31.                      |
| 187                      | Geoffrey Soupe (FRA)     | 123.                     |
| 188                      | Anthony Turgis (FRA)     | 108.                     |

| NTT Pro Cycling NTT | NTT Pro Cycling NTT             | NTT Pro Cycling NTT |
| ------------------- | ------------------------------- | ------------------- |
| Num                 | Ciclista                        | Pos                 |
| 191                 | Giacomo Nizzolo (ITA) (estrada) | DNF-8               |
| 192                 | Edvald Boasson Hagen (NOR)      | 101.                |
| 193                 | Ryan Gibbons (RSA) (estrada)    | 121.                |
| 194                 | Michael Gogl (AUT)              | NP-19               |
| 195                 | Michael Valgren (DEN)           | 73.                 |
| 196                 | Roman Kreuziger (CZE)           | 109.                |
| 197                 | Domenico Pozzovivo (ITA)        | NP-10               |
| 198                 | Max Walscheid (GER)             | 134.                |

| Team Sunweb SUN | Team Sunweb SUN            | Team Sunweb SUN |
| --------------- | -------------------------- | --------------- |
| Num             | Ciclista                   | Pos             |
| 201             | Tiesj Benoot (BEL)         | 75.             |
| 202             | Nikias Arndt (GER)         | 126.            |
| 203             | Cees Bol (NED)             | 140.            |
| 204             | Marc Hirschi (SUI)         | 54.             |
| 205             | Søren Kragh Andersen (DEN) | 58.             |
| 206             | Joris Nieuwenhuis (NED)    | 103.            |
| 207             | Casper Pedersen (DEN)      | 92.             |
| 208             | Nicolas Roche (IRL)        | 64.             |

| B&B Hotels-Vital Concept p/b KTM BVC | B&B Hotels-Vital Concept p/b KTM BVC | B&B Hotels-Vital Concept p/b KTM BVC |
| ------------------------------------ | ------------------------------------ | ------------------------------------ |
| Num                                  | Ciclista                             | Pos                                  |
| 211                                  | Bryan Coquard (FRA)                  | 122.                                 |
| 212                                  | Cyril Barthe (FRA)                   | 96.                                  |
| 213                                  | Maxime Chevalier (FRA)               | 136.                                 |
| 214                                  | Jens Debusschere (BEL)               | HD-17                                |
| 215                                  | Cyril Gautier (FRA)                  | 78.                                  |
| 216                                  | Quentin Pacher (FRA)                 | 53.                                  |
| 217                                  | Kévin Réza (FRA)                     | 137.                                 |
| 218                                  | Pierre Rolland (FRA)                 | 18.                                  |

## Corredores por nacionalidade
| #     | Nacionalidade  | À saída | À chegada | Victoria de etapa |
| ----- | -------------- | ------- | --------- | ----------------- |
| 1     | França         | 39      |           | 1                 |
| 2     | Bélgica        | 17      |           |                   |
| 3     | Espanha        | 17      |           |                   |
| 4     | Itália         | 16      |           |                   |
| 5     | Alemanha       | 12      |           |                   |
| 6     | Colômbia       | 10      |           |                   |
| 7     | Dinamarca      | 8       |           |                   |
| 8     | Países Baixos  | 7       |           |                   |
| 9     | Áustria        | 5       |           |                   |
| 10    | Eslovênia      | 5       |           |                   |
| 11    | Noruega        | 4       |           | 1                 |
| 12    | Suíça          | 4       |           |                   |
| 13    | Austrália      | 3       |           |                   |
| 14    | Reino Unido    | 3       |           |                   |
| 15    | Irlanda        | 3       |           |                   |
| 16    | Nova Zelândia  | 3       |           |                   |
| 17    | Estados Unidos | 3       |           |                   |
| 18    | Letônia        | 2       |           |                   |
| 19    | Rússia         | 2       |           |                   |
| 20    | Chéquia        | 2       |           |                   |
| 21    | África do Sul  | 2       |           |                   |
| 22    | Canadá         | 1       |           |                   |
| 23    | Costa Rica     | 1       |           |                   |
| 24    | Equador        | 1       |           |                   |
| 25    | Israel         | 1       |           |                   |
| 26    | Cazaquistão    | 1       |           |                   |
| 27    | Luxemburgo     | 1       |           |                   |
| 28    | Polónia        | 1       |           |                   |
| 29    | Portugal       | 1       |           |                   |
| 30    | Eslováquia     | 1       |           |                   |
| Total | Total          | 176     | 176       |                   |